# Andrés Felipe Martínez
Andrés Felipe Martínez (Cali, 3 de julio de 1962) es un actor y guionista colombiano que se ha destacado por sus numerosas participaciones en series y telenovelas de su país. Reconocido por sus papeles en telenovelas exitosas como Pedro el escamoso, Las aguas mansas, Pasión de gavilanes, La mujer en el espejo, La saga, negocio de familia, Victorinos y Narcos.

## Carrera
Estudió en la Escuela Nacional de Arte Dramático (ENAD). Tiene experiencia teatral, ha dictado clases de teatro para jóvenes talentos y ha sido argumentista y libretista en diferentes episodios de series colombianas o en ámbito teatral. Actualmente reside en Miami, Estados Unidos

## Filmografía

### Televisión
| Año       | Título                                              | Personaje                 | Canal              |
| --------- | --------------------------------------------------- | ------------------------- | ------------------ |
| 1989      | ¿Por qué mataron a Betty si era tan buena muchacha? | Sergio Alarcón            | Cadena Uno         |
| 1990      | El pasado no perdona                                | Alfonso Santoyo           | Cadena Uno         |
| 1991      | Ana de negro                                        | Hernando                  | Cadena Uno         |
| 1992      | En cuerpo ajeno                                     | Sacerdote                 | Cadena Uno         |
| 1992      | Los motivos de Lola                                 | Aparición                 | Cadena Uno         |
| 1993      | La fuerza del poder                                 | Camilo Sandoval           | Canal A            |
| 1993      | Vuelo secreto                                       | Aparición                 | Canal A            |
| 1993      | Crónicas de una generación trágica                  | Camilo Torres             | Canal A            |
| 1994      | Las aguas mansas                                    | Leandro Santos            | Cadena Uno         |
| 1994      | Almas de piedra                                     | Rubén Guzmán              | Cadena Uno         |
| 1995-2009 | Padres e hijos                                      | Emilio                    | Cadena Uno         |
| 1995      | Hombres de honor                                    | Capitán Mauricio Bermúdez | Cadena Uno         |
| 1997      | Dos mujeres                                         | Rodolfo Plata             | Cadena Uno         |
| 1998      | El amor es más fuerte                               | Willy                     | Caracol Televisión |
| 2000      | Pobre Pablo                                         | Eduardo                   | Canal RCN          |
| 2000      | La baby sister                                      | Jorge Camargo             | Caracol Televisión |
| 2000      | Entre amores                                        | Germán                    | Canal RCN          |
| 2001-2003 | Pedro, el escamoso                                  | Juan Carlos Villamizar    | Caracol Televisión |
| 2002-2003 | La venganza                                         | Óscar                     | Telemundo          |
| 2003-2004 | No renuncies Salomé                                 | Padre Pedro               | Canal RCN          |
| 2003-2004 | Pasión de gavilanes                                 | Malcolm Ríos              | Caracol Televisión |
| 2004-2005 | La saga, negocio de familia                         | Augusto Faryala           | Caracol Televisión |
| 2004-2005 | La mujer en el espejo                               | Francisco "Paco" Tapia    | Telemundo          |
| 2006      | Hasta que la plata nos separe                       | Rigoberto Martínez        | Canal RCN          |
| 2006      | Decisiones (Verdades desnudas)                      | Carlos                    | Telemundo          |
| 2006      | Las profesionales, a su servicio                    | Aparición                 | Canal Caracol      |
| 2007      | Pocholo                                             | Dr. Potato                | Canal Caracol      |
| 2007-2008 | Victoria                                            | Guillermo Torres          | Telemundo          |
| 2009      | Todas odian a Bermúdez                              | Rodrigo Mejía             | Caracol Televisión |
| 2009      | Victorinos                                          | Emiliano Marín            | Telemundo          |
| 2010      | Rosario Tijeras                                     | Aparición                 | Canal RCN          |
| 2010-2011 | La Pola                                             | Pedro Alcántara           | Canal RCN          |
| 2011      | Los canarios                                        | Gilberto Durán            | Caracol Televisión |
| 2011      | La teacher de inglés                                | Nahum Marteri             | Caracol Televisión |
| 2011      | Los herederos del monte                             | Gustavo del Fierro        | Telemundo          |
| 2011      | Infiltrados                                         | Trujillo                  | Caracol Televisión |
| 2011      | Primera dama                                        | Enrique                   | Caracol Televisión |
| 2012      | Pablo Escobar, el patrón del mal                    | Falcao Lopera             | Caracol Televisión |
| 2012-2013 | ¿Dónde carajos está Umaña?                          | Caicedo                   | Caracol Televisión |
| 2013      | Cinco viudas sueltas                                | El Gato                   | Caracol Televisión |
| 2013      | La selección                                        | Pedro Monsalve            | Caracol Televisión |
| 2013      | La Madame                                           | Hugo                      | UniMás             |
| 2013      | Alias el Mexicano                                   | General Dueñas            | Canal RCN          |
| 2014      | Mentiras perfectas                                  | Alfonso Maya              | Caracol Televisión |
| 2014      | La ronca de oro                                     | Sergio                    | Caracol Televisión |
| 2014      | La viuda negra                                      | Viceministro              | UniMás             |
| 2014      | El Chivo                                            | Coronel                   | UniMás             |
| 2015      | ¿Quién mató a Patricia Soler?                       | Psiquiatra Alberto        | Mundo Fox          |
| 2015-2016 | Anónima                                             | General Ricaurte          | Canal RCN          |
| 2015      | Narcos                                              | General Jaramillo         | Netflix            |
| 2016      | Azúcar                                              | Jorge Becerra             | Canal RCN          |
| 2017      | La Nocturna                                         | Francisco Gómez Maya      | Caracol Televisión |
| 2017      | Sobreviviendo a Escobar, alias JJ                   | Tito Rodríguez            | Caracol Televisión |
| 2017-2018 | La Cacica                                           | Alfonso López Michelsen   | Caracol Televisión |
| 2018-2019 | La ley del corazón                                  | Aparición especial        | Canal RCN          |
| 2019      | El hijo del Cacique                                 | Aparición especial        | Televen            |
| 2020      | Enfermeras                                          | Señor Rubio               | Canal RCN          |
| 2020      | Operación pacífico                                  | General Padilla           | Telemundo          |
| 2020      | Verdad oculta                                       | General Camilo Tapia      | Canal RCN          |
| 2023      | Los medallistas                                     | Periodista Rodrigo        | Caracol Televisión |

## Cine
- El man, el superhéroe nacional (2009) — Manager
- Soñadores (2008)
- Buscando a Miguel (2007) — Enrique
- Esto huele mal (2007) — Obispo
- Oedipo alcalde (1996) — Cirujano
- Con su música a otra parte (1984)

## Teatro
- Enad las troyonas (Eurípides Sartre) Personaje: La muerte

- Caligula (Camus) Personaje: Escipión

- Asi que pasen cinco años (Lorca) Personaje: Amigo 2

- La verdad sospechosa (J. R. de Alarcón) Personaje: García

- T. libre;el burgues gentil hombre (Moliere) Personaje: El conde Dorantes

- Macbeth (Shakespeare) Personaje: Lennox

- Entretelones (Fry) Personaje: Director de la compañía

- Sobre las arenas tristes (Camacho) Personaje: Lorenzo Marroquín

- TP.B. caballito del diablo (Fermín Cabal) Personaje: Celestino Calle

- El zoologico de cristal (Williams) Personaje: El pretendiente

- El verdadero oeste (Shepard) Personaje: El hermano menor

- La honesta persona sechuan  (Brecht) Personaje: Yan Sun

## Comedia musical
- La invencible molly brown Personaje: Johnny Brown
- Los caballeros las prefieren rubias Personaje: Protagonista
- Victoria Personaje: El fabricante de ilusiones
- West side story Personaje: El jefe de policía

Dramaturgia y adaptación para comedia musical
- El soldadito de plomo

## Otros trabajos
- Argumentista de Padres e hijos en un capítulo
- Libretista en siguiendo el rastro, Padres e hijos y Tu voz estéreo